# Ayoub Ferhat
Pour les articles homonymes, voir Ferhat.
Ayoub Ferhat (en arabe : أيوب فرحات) est un footballeur algérien né le 17 juin 1987 à Constantine. Il évolue au poste d'ailier droit au NRB Teleghma.

## Biographie
Il évolue en première division algérienne avec les clubs, du CS Constantine, du CA Bordj Bou Arreridj et du CRB Aïn Fakroun. Il dispute 60 matchs en inscrivant trois buts en Ligue 1.

## Palmarès
MC Alger
- Coupe d'Algérie (1) :
  - Vainqueur : 2006-07.